# Hadrachaeta aspeta
Hadrachaeta aspeta is een borstelworm uit de familie Terebellidae. Het lichaam van de worm bestaat uit een kop, een cilindrisch, gesegmenteerd lichaam en een staartstukje. De kop bestaat uit een prostomium (gedeelte voor de mondopening) en een peristomium (gedeelte rond de mond) en draagt gepaarde aanhangsels (palpen, antennen en cirri).
Hadrachaeta aspeta werd in 1977 voor het eerst wetenschappelijk beschreven door Hutchings.